# Грінкасл (Міссурі)
Грінкасл (англ. Greencastle) — місто (англ. city) в США, в окрузі Салліван штату Міссурі. Населення — 224 особи (2020).

## Географія
Грінкасл розташований за координатами 40°15′31″ пн. ш. 92°52′33″ зх. д. / 40.25861° пн. ш. 92.87583° зх. д. (40.258618, -92.875864).  За даними Бюро перепису населення США в 2010 році місто мало площу 1,17 км², з яких 1,16 км² — суходіл та 0,01 км² — водойми.

## Демографія
Згідно з переписом 2010 року, у місті мешкало 275 осіб у 123 домогосподарствах у складі 71 родини. Густота населення становила 236 осіб/км².  Було 147 помешкань (126/км²).
Расовий склад населення:
| - 99,6 % — білих |

До двох чи більше рас належало 0,4 %. Частка іспаномовних становила 1,5 % від усіх жителів.
За віковим діапазоном населення розподілялося таким чином: 23,3 % — особи молодші 18 років, 54,2 % — особи у віці 18—64 років, 22,5 % — особи у віці 65 років та старші. Медіана віку мешканця становила 44,1 року. На 100 осіб жіночої статі у місті припадало 92,3 чоловіків;  на 100 жінок у віці від 18 років та старших — 91,8 чоловіків також старших 18 років.
Середній дохід на одне домашнє господарство  становив 37 308 доларів США (медіана — 30 750), а середній дохід на одну сім'ю — 47 444 долари (медіана — 39 250). За межею бідності перебувало 7,6 % осіб, у тому числі 1,6 % дітей у віці до 18 років та 4,8 % осіб у віці 65 років та старших.
Цивільне працевлаштоване населення становило 80 осіб. Основні галузі зайнятості: виробництво — 31,3 %, освіта, охорона здоров'я та соціальна допомога — 30,0 %, публічна адміністрація — 10,0 %, транспорт — 7,5 %.